# Laboratori Guidotti
La Laboratori Guidotti S.p.A. è un'azienda farmaceutica italiana, fondata nel 1914 da Luigi Guidotti.
Fa parte del gruppo Menarini (assieme alla casa madre A. Menarini Industrie Farmaceutiche Riunite S.r.l., Malesci Istituto Farmacobiologico, Lusofarmaco e FIRMA S.p.A.).
È attualmente fra le prime quindici aziende nel ranking del mercato farmaceutico italiano si occupa di farmaci del settore cardio-metabolico (principalmente cadiologia e diabete).
Ha sede a Pisa.